# Seham El-Sawalhy
Seham El-Sawalhy –en árabe, سهام الصوالحي– (Damanhur, 14 de abril de 1991) es una deportista egipcia que compite en taekwondo. Ganó dos medallas de oro en los Juegos Panafricanos en los años 2011 y 2015, y cuatro medallas de oro en el Campeonato Africano de Taekwondo entre los años 2010 y 2016.

## Palmarés internacional
| Juegos Panafricanos | Juegos Panafricanos               | Juegos Panafricanos | Juegos Panafricanos |
| Año                 | Lugar                             | Medalla             | Categoría           |
| ------------------- | --------------------------------- | ------------------- | ------------------- |
| 2011                | Maputo (Mozambique)               | Medalla de oro      | –67 kg              |
| 2015                | Brazzaville (República del Congo) | Medalla de oro      | –67 kg              |
| Campeonato Africano |                                   |                     |                     |
| Año                 | Lugar                             | Medalla             | Categoría           |
| 2010                | Trípoli (Libia)                   | Medalla de oro      | –67 kg              |
| 2012                | Antananarivo (Madagascar)         | Medalla de oro      | –67 kg              |
| 2014                | Túnez (Túnez)                     | Medalla de oro      | –67 kg              |
| 2016                | Puerto Saíd (Egipto)              | Medalla de oro      | –67 kg              |